# NRZI

翻轉不歸零制（NRZI）的訊號

Non return to zero, inverted（簡稱：NRZI）中文譯為：翻轉不歸零制，是二進制信號，此信號對應於實體性發送（transmission），以此欲於一些發送媒體（介質）。
NRZI的發送信號有兩種準位，並且在準位信號內也已經夾帶了同步時脈信號於內，電位保持時傳送邏輯1，電位翻轉時傳送邏輯0。
目前為止，使用NRZI編碼法的應用有CD光碟、USB接口、以及使用光纖傳輸的100BASE-FX（百兆以太网）等。
舉例而言，想像一個資料串流包含的位元依序為"01001101"，假设初始状态为“H”（一个高的信号电平）。这个比特流就会通过NRZI编码转化成"LLHLLLHH"，在这里，“L”对应于一个低的信号电平，而“H”对应于一个高的信号电平。类似地，如果初始状态为“L”，那么这个比特流就会被编码成"HHLHHHLL".
Return-to-zero, inverted（RZI）是另一種用于映射传输的編碼法，但受用處並不多。如果二进制信号是0，双电平的RZI信号就有一个脉冲（比时钟周期短），如果二进制信号是1就不会有脉冲。

## 附註
1. ↑  有關大陸與台灣的翻譯用詞，是參考引據自此 （页面存档备份，存于）與此 （页面存档备份，存于）